# Leigh Whannell
Leigh Whannell (Melbourne, 17 januari 1977) is een Australische acteur, scenarioschrijver, producent en regisseur. Zijn carrière begon met het bedenken van de horrorfilm Saw (2004), samen met regisseur James Wan. Deze regisseerde de film. Whannell schreef de film en speelde een rol in de film, samen met Cary Elwes. Later kwamen vervolgfilms van Saw, maar Whannell produceerde deze films alleen. Maar na het succes van de eerste Saw, schreef Whannell nog een aantal andere horrorfilms, geregisseerd door Wan. Deze films zijn Dead Silence (2007) en films binnen de Insidious-franchise (waarin hij ook te zien is, en waarvan hij het derde deel geregisseerd heeft).